# Andrew Symonds
Pour les articles homonymes, voir Symonds.
Andrew Symonds (né le 9 juin 1975 à Birmingham, Angleterre, et mort accidentellement dans un accident de voiture le 14 mai 2022), parfois surnommé Roy est un joueur de cricket australien. Symonds est un all-rounder : il est à la fois bon batteur et bon lanceur. En tant que lanceur, il est off spiner et fast medium. Il a disputé son premier one-day International en 1998, format dans lequel il est un membre essentiel de l'équipe d'Australie. Il a par contre dû attendre 2004 pour jouer son premier test match. Ses débuts en test ne furent d'ailleurs pas convaincants, mais il a su prendre sa chance lors des Ashes fin 2006.
Symonds est né en Angleterre de parents originaires des Indes occidentales mais il a préféré endosser le maillot australien.

## Équipes
- Queensland (1994-1999)
- Lancashire (1995-1996)
- Gloucestershire (1999-2004)
- Kent (2005)
- Deccan Chargers (2008-2009)
- Mumbai Indians (2011-présent)

## Records et performances

### En first-class cricket
- Plus grand nombre de sixes en un innings (16, avec Gloucestershire contre Glamorgan en 1995).
- Plus grand nombre de sixes en un match (20, au cours du même match)

## Palmarès
- Vainqueur de la Coupe du monde de cricket en 2003.
- Vainqueur de la Coupe du monde de cricket en 2007.

## Sélections
Statistiques à jour au 3 février 2008
- 19 sélections en Test cricket.
- 181 sélections en One-day International.
- 13  sélections en Twenty20 International.